# Gbara
O Gbara (pronuncia-se [ɡ͡baɽa]) ou Grande Assembleia no Antigo Império do Mali (agora escrito e pronunciado como Bara ou Gara nessas línguas Mandingas sem / gb /) foi o órgão deliberativo do Império do Mali, que governou grande parte da África Ocidental durante a Idade Média.